# ZygoteBody

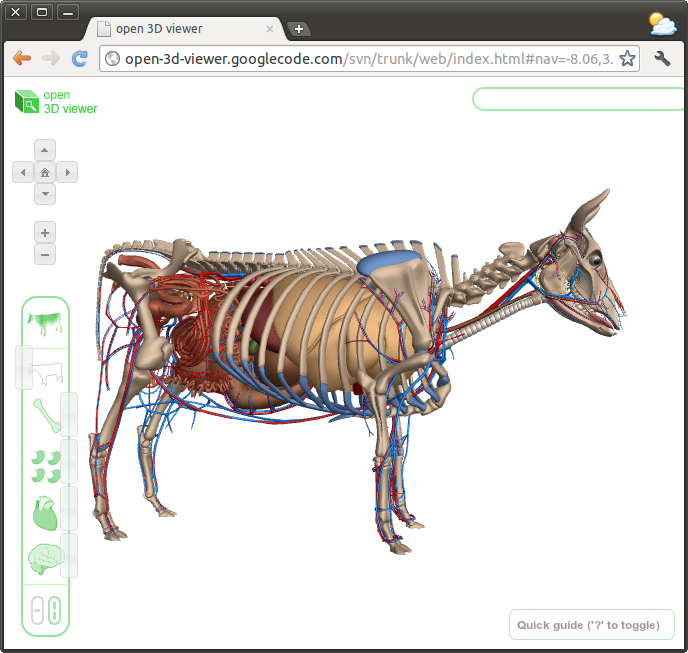
Google牛模型，現在是open-3d-viewer 計畫的一部分。

ZygoteBody，曾是Google实验室下的一个产品Google Body，用户可以利用它观察三维人体模型（包括骨骼、肌肉、神经系统及内脏图）。

## 历史
Google Body于2010年12月5日建立。在2011年的愚人节，人体模型变成了一头牛的模型。
在2011年10月13日，Google Body网站关闭。然后于2012年1月9日ZygoteBody上线。其核心代码（以及那头牛的代码作为演示）作为开源项目开放open-3d-viewer （页面存档备份，存于）。

## 技术
此模型基于Zygote Media Group开发的开源模型，使用JavaScript和WebGL，支持WebGL的浏览器无需安装附加插件来观看模型。目前ZygoteBody具备搜索不同人体部位、器官的功能，但仅支持英文。